# Бату Черинг
Генерал-мајор Бату Черинг (енгл. Batoo Tshering) је командант Краљевске бутанске армије. Он је на то место 1. новембра 2005. наследио генерал-потпуковника Лама Дорџија.

## Породица
Церинг је ожењен са Аум Пемом Чоден која је дипломирала на колеџу Паро. Са њом има две ћерке Dechen Yangden и Rinchen Pelden које су обе запошљене у војсци Бутана.

## Војна каријера
Бату Черинг је прошао војну обуку у Индијској војној академији, а у војну службу Бутана је примљен у новембру 1971. године. Дипломирао је на престижном колеџу одбране (Defence Services Staff College) у индијском граду Велингтону.
Мајор Бату Черинг је командовао многобројним задацима, а најзначајније му је учешће у Операцији све чисто 2003. године. Краљ Џигме Хесар Намгјел Вангчук га је 2005. године поставио на место команданта војске Бутана. Он је такође председник Управног одбора Пројекта Војске благостања. (Army Welfare Project)
Док је био на дужности, 31. октобра 1998. преживео је заседу коју су организовали побуњеници у близини места Нганглам у јужном Бутану. Том приликом његов аутомобил је изрешетан, а он био рањен.

## Награде
За своју предану службу Бату Черинг добио је неколико медаља: Druk Yugyel, Drakpoi Wangyel, Drakpoi Thugsey и Drakpoi Khorlo које му је лично уручио краљ Џигме Синге Вангчук. Такође је награђен и 21. фебруара 2013. наградом Drakpoi Rinchen Tsugtor од стране садашњег краља Џегме Хесара Намгјела Вангчука.